# 約迪·希斯
約迪·希斯（Jody Hice；1960年4月22日—）是美國的一位政治人物。自2015年開始，他是喬治亞州第10選舉區選出的美國眾議院議員。他的黨籍是共和黨。希斯也是一位美南浸信會的牧師和廣播節目主持人。

## 外部連結
- Congressman Jody Hice （页面存档备份，存于） official U.S. House website
- Jody Hice for Congress （页面存档备份，存于）
- C-SPAN內的頁面（英文）
- 美國國會國家人物傳記大辭典中的傳記
- 由華盛頓郵報維護的投票記錄
- 智慧投票计划中的傳記、投票紀錄及利益集團評級
- 聯邦選舉委員會中的競選財務報告和數據
- Hice Profile at Ballotpedia